# Aspidostephanus
Aspidostephanus – rodzaj głowonogów z podgromady amonitów.
Żył na przełomie jury i kredy (tyton - berrias).